# Dictionnaire de spiritualité
 (août 2016).
Si vous disposez d'ouvrages ou d'articles de référence ou si vous connaissez des sites web de qualité traitant du thème abordé ici, merci de compléter l'article en donnant les références utiles à sa vérifiabilité et en les liant à la section « Notes et références ».
Le Dictionnaire de spiritualité est un ouvrage de référence publié sous la responsabilité de la Compagnie de Jésus. Son titre complet est Dictionnaire de spiritualité. Ascétique et mystique. Doctrine et histoire.
L'ensemble est composé de plus de 6 500 articles répartis sur deux colonnes dans 17 tomes (21 volumes) formant 60 000 pages, soit plus de 100 millions de caractères.
L'idée de cet ouvrage fut conçue en 1928, et la parution des volumes dura plus de 60 ans.

## Collaborateurs
Les premiers collaborateurs furent les jésuites Joseph de Guibert, Marcel Viller et Ferdinand Cavallera. Le Dictionnaire est l'œuvre de plus de 1 500 contributeurs. Parmi ces derniers, l’on peut citer Henri-Irénée Marrou, Jean Daniélou, Hans Urs von Balthasar, Michel de Certeau, Michel Olphe-Galliard, François Roustang ou encore Yves Congar.
La collection « Bibliothèque de spiritualité » publie des extraits du dictionnaire sous la forme d'ouvrages séparés aux Éditions Beauchesne. Elle compte une vingtaine de titres.
Étant une œuvre collective, ses volumes 1 à 2.2, publiés il y a plus de 70 ans sont entrés dans le domaine public.